# Shedrack Anderson III
Shedrack Anderson III (Los Angeles, Califórnia, 4 de Fevereiro de 1977) é um ator estadunidense, mais conhecido por ter interpretado Jermaine Greene em Just Deal, sendo um dos protagonistas da série.

## Filmografia

### Televisão
- 2008 The Rookie: Day 3 Extraction como Brett
- 2004 Phil of the Future como Chip Croston
- 2003 The Parkers como Guy
- 2003 The Division como Jerome Miller
- 2002 Just Deal como Jermaine Greene
- 2000 Boston Public como Bernie

### Cinema
- 2009 Blood River como Dion
- 2008 Grizzly Park como Ty
- 2008 Stompin' como Ryan Jackson
- 2007 Drive Thru como Chuck Taylor
- 2004 Fat Albert como Rudy
- 2002 Warriors of Virtue como Chucky
- 2001 The Myth como Deshon